# Lopheros lineatus
Lopheros lineatus es una especie de escarabajo perteneciente del género Lopheros y a la familia de los escarabajos de alas rojas.

## Taxonomía
Lopheros lineatus fue descrito por primera vez por Henry Stephen Gorham en Japón en 1883 y descrito bajo el género Plateros. Otros especímenes fueron descritos como Dictyoptera motschulskii y Aplatopterus mamaevi, finalmente asignados como especie al género Lopheros en 1969.

## Distribución
La especie se ha descrito en Europa desde Polonia, Rusia incluyendo el Extremo Oriente ruso, China del Noreste y Japón.

## Ciclo de vida
Lopheros rubens pertenece al grupo de escarabajos con transformación completa (insectos holometábolos), que sufren una metamorfosis durante el desarrollo. Las larvas son radicalmente diferentes a los adultos en cuanto a estilo de vida y estructura corporal. Entre la etapa larvaria y la etapa adulta hay una etapa de pupa, un período de descanso, durante el cual los órganos internos y externos del escarabajo se desarrollan.